# Борки (Бокситогорский район)
Борки — деревня в Большедворском сельском поселении Бокситогорского района Ленинградской области.

## История
Деревня Борки, состоящая из 20 крестьянских дворов упоминается на специальной карте западной части России Ф. Ф. Шуберта 1844 года.

БОРКИ — деревня Боровского общества, прихода села Званы. 

Крестьянских дворов — 19. Строений — 51, в том числе жилых — 27. 

Число жителей по семейным спискам 1879 г.: 52 м. п., 54 ж. п.; по приходским сведениям 1879 г.: 58 м. п., 55 ж. п.

В конце XIX века — начале XX века деревня административно относилась к Большедворской волости 3-го земского участка 1-го стана Тихвинского уезда Новгородской губернии.

БОРКИ — деревня Борковского сельского общества, число дворов — 27, число домов — 44, число жителей: 88 м. п., 78 ж. п.;
 
Занятия жителей — земледелие, пасека, лесные заработки. Речка Рыбежка. Церковно-приходская школа. (1910 год)

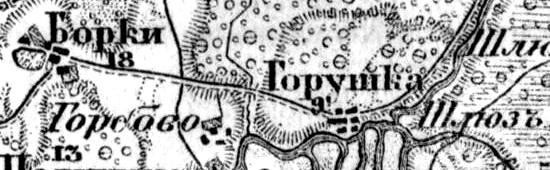
Деревня Борки на карте 1913 года

Согласно карте Новгородской губернии 1913 года, деревня Борки насчитывала 18 крестьянских дворов.
С 1917 по 1918 год деревня входила в состав Большедворской волости Тихвинского уезда Новгородской губернии.
С 1918 года, в составе Череповецкой губернии.
С 1924 года, в составе Пригородной волости.
С 1927 года, в составе Борковского сельсовета Тихвинского района.
По данным 1933 года деревня Борки являлась административным центром Борковского сельсовета Тихвинского района, в который входили 12 населённых пунктов: деревни Борки, Горушка, Заполье, Орехово, Падихино, Песочная Гора, Подгорушка, Речницы, Рыбишка, Селище, Черницы и хутор Веретье Новое, общей численностью населения 952 человека.
По данным 1936 года в состав Борковского сельсовета входили 9 населённых пункта, 160 хозяйств и 6 колхозов.
С 1952 года, в составе Бокситогорского района.
С 1954 года, в составе Большедворского сельсовета.
В 1955 году население деревни составляло 154 человека
С 1963 года, вновь в составе Тихвинского района.
С 1965 года, вновь в составе Бокситогорского района. В 1965 году население деревни составляло 61 человек.
По данным 1966, 1973 и 1990 годов деревня Борки также входила в состав Большедворского сельсовета Бокситогорского района.
В 1997 году в деревне Борки Большедворской волости проживали 27 человек, в 2002 году — 34 человека (русские — 91 %). 
В 2007 и 2010 годах в деревне Борки Большедворского СП проживали 11 человек.

## География
Деревня расположена в северо-западной части района на автодороге 41К-283 (подъезд к дер. Борки) к северу от автодороги А114 (Новая Ладога — Вологда).
Расстояние до административного центра поселения — 14 км.
Расстояние до ближайшей железнодорожной станции Большой Двор — 6 км.
В западной части деревни находится озеро.

## Демография
| 1997 | 2002 | 2007 | 2010 | 2017 |
| ---- | ---- | ---- | ---- | ---- |
| 18   | ↗23  | ↘11  | →11  | ↗18  |